# Langenlehsten
Langenlehsten ist eine Gemeinde im Kreis Herzogtum Lauenburg in Schleswig-Holstein. Die Gemeinde besteht aus den Ortsteilen Fortkrug, Bergholz, Neu Bergholz und Waldfrieden. Langenlehsten hat eine für eine deutsche Gemeinde sehr geringe Bevölkerungsdichte.

## Geschichte
Langenlehsten wurde 1194 als Lesten im Isfriedschen Teilungsvertrag erstmals urkundlich erwähnt. Der ursprüngliche Name Lesten ist wendischen Ursprungs. Das Dorf lag an der ältesten Salzstraße von Lüneburg
nach Lübeck.
Offenbar wegen der Entfernung zur Gudower Kirche wurde in Langenlehsten eine Kapelle erbaut, die 1590 als noch erhalten galt, im Jahre 1614 allerdings verfallen stand. Aus dem Jahre 1683 ist sie als nicht mehr vorhanden überliefert.
Seit etwa 1800 heißt der Ort Langen Lehsten. Dieser Ortsname verschmolz mit der Zeit zum heutigen Namen des Ortes. Ein wichtiger Schritt zur Verselbständigung Langenlehstens wurde mit dem Abschluss der Verkoppelung im Jahre 1821 erreicht. Die Bauern Langenlehstens konnten seit 1821 eigenverantwortlich wirtschaften. Freies Eigentum wurden die Bauernstellen jedoch erst um 1876. In dieser Zeit entstand auch die Landgemeinde Langenlehsten, die im Jahre 1889 dem in diesem Jahr gegründeten Amtsbezirk Gudow zugeordnet wurde.
Im Jahre 1934 wurde die Freiwillige Feuerwehr Langenlehsten gegründet. Zuvor bestand eine Brandwehr, der alle männlichen Personen zwischen 21 und 56 Jahren angehörten. Als vorletztes Dorf im Kreis Herzogtum Lauenburg wurde Langenlehsten 1927 mit Elektrizität versehen. Nach Bergholz kam die Elektrizität erst 1954. Der erste Telefonanschluss erfolgte 1922. Das Schulgebäude wurde 1869 errichtet und 1956 umfangreich modernisiert. Die Schule Langenlehsten wurde jedoch mit Ablauf des Schuljahres 1970/71 aufgelöst und dem Schulverband Büchen angegliedert. Durch das Geld, das der Verkauf des Schulgebäudes 1999 erbracht hatte, wurde im Jahre 2001 ein neues Dorfgemeinschaftshaus gebaut.
Im Jahre 1971 trat Langenlehsten (mit Entstehung dieses Amtes) dem Amt Gudow-Sterley bei. Dieses wurde aus den Ämtern Gudow und Sterley zusammengefasst. Nach dessen Auflösung trat die Gemeinde am 1. Januar 2007 dem Amt Büchen bei.
Fortkrug wurde im Jahre 1704 als Erbpachthufe an der Furt über den Mühlenbach gegründet.
Bergholz war ein Vorwerk des Gutes in Gudow, das der Adelsfamilie von Bülow gehörte. Nach Auflösung des Gutsbezirkes Gudow 1928 wurde es der Gemeinde Langenlehsten zugesprochen, wodurch sich die Gemeindefläche verdoppelte.
Neu Bergholz (erbaut 1864–1865) und Waldfrieden (erbaut 1946) sind Förstereien im Forstbetrieb Bergholz.

## Politik

### Gemeindevertretung
Bei der Kommunalwahl 2023 errang die Allgemeine aktive Bürgerpartei Langenlehsten erneut alle sieben Sitze in der Gemeindevertretung. Die Wahlbeteiligung betrug 71,2 Prozent.

### Wappen
Blasonierung: „Unter gezinnten goldenen Schildhaupt in Grün ein aufrechter zweiblättriger goldener Haselnusszweig mit drei silbernen Nüssen.“

## Sehenswürdigkeiten
In der Liste der Kulturdenkmale in Langenlehsten stehen die in der Denkmalliste des Landes Schleswig-Holstein eingetragenen Kulturdenkmale.

## Bilder

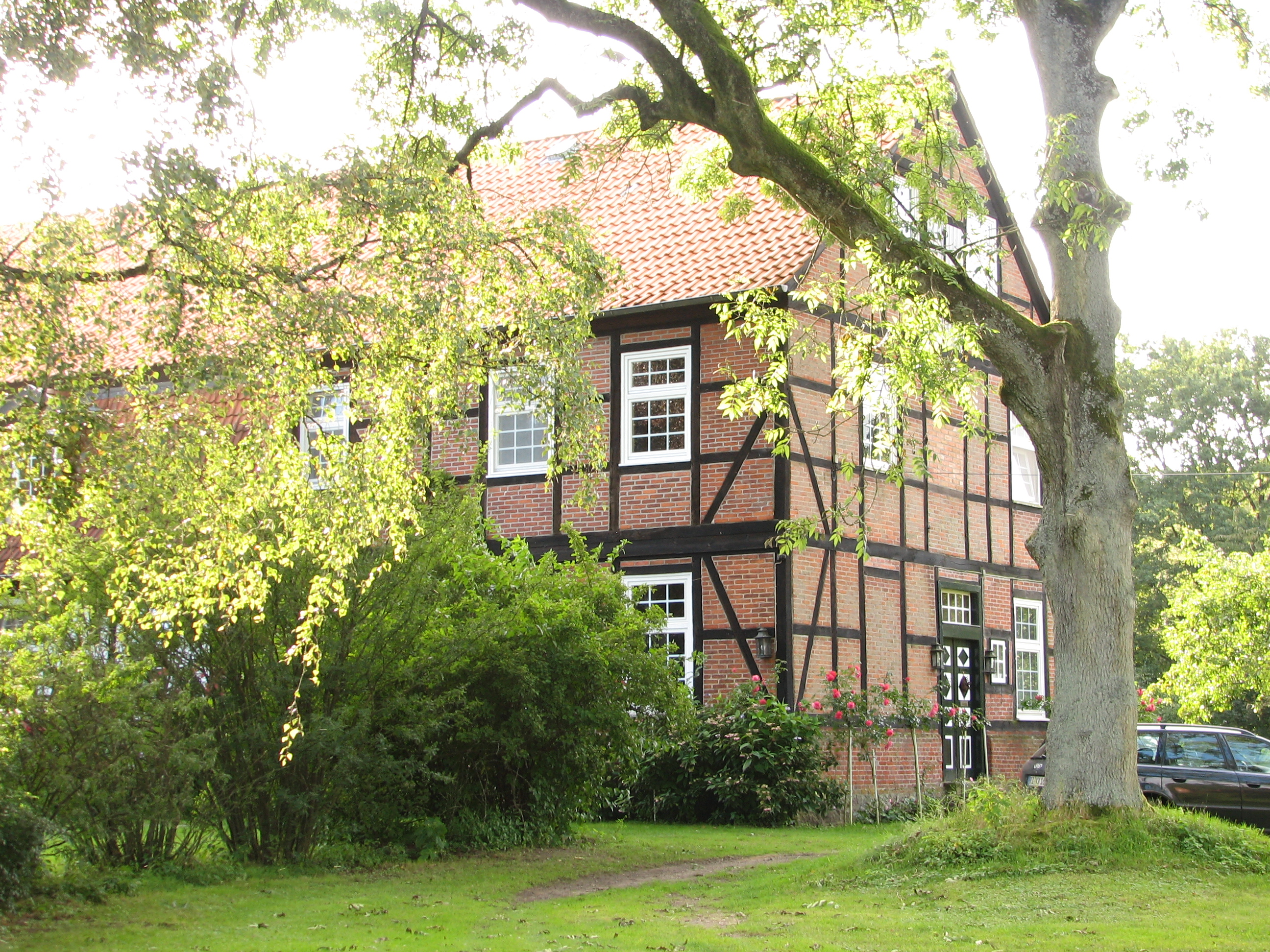
Forstgut Bergholz
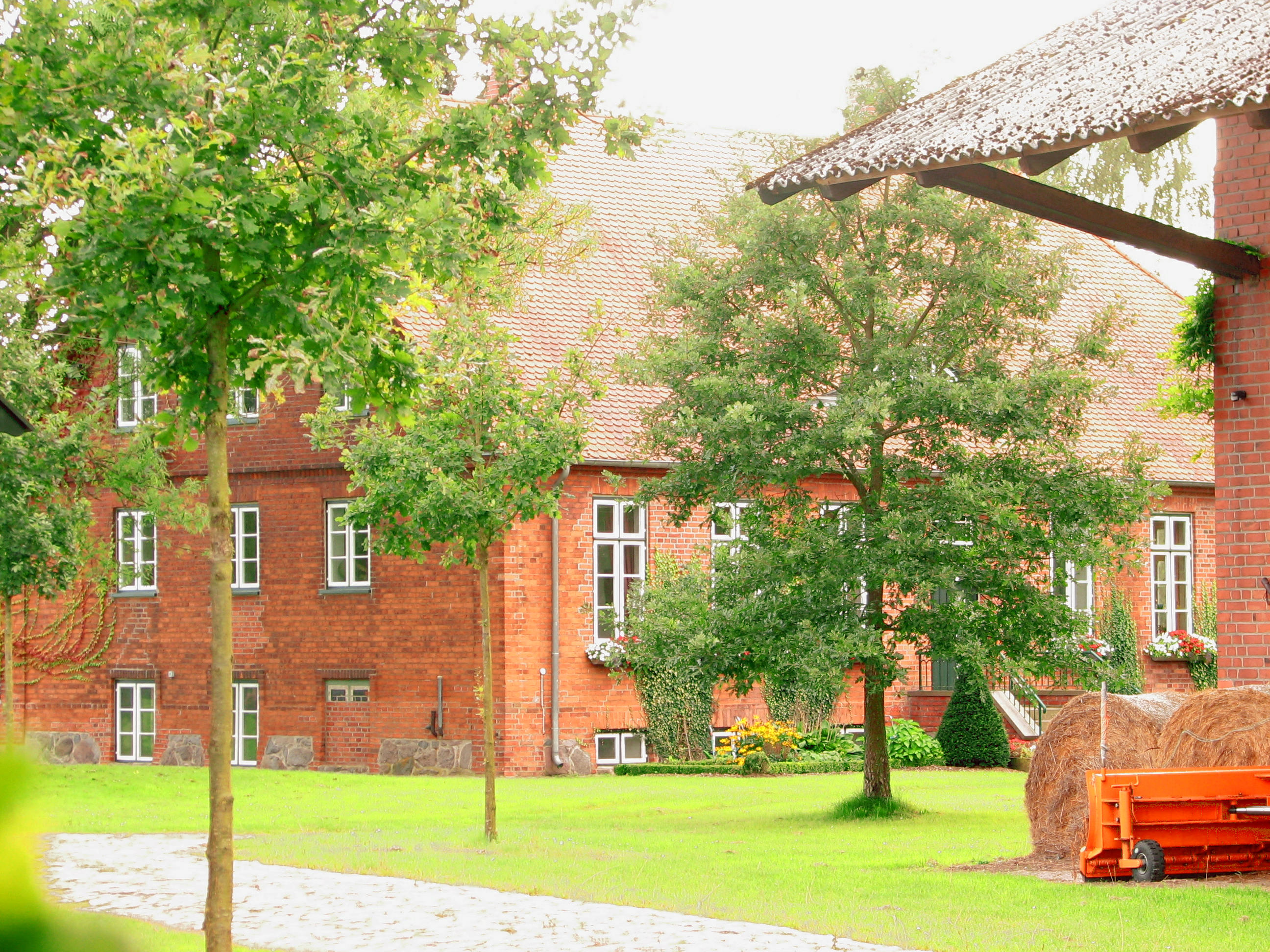
Gutshaus in Fortkrug
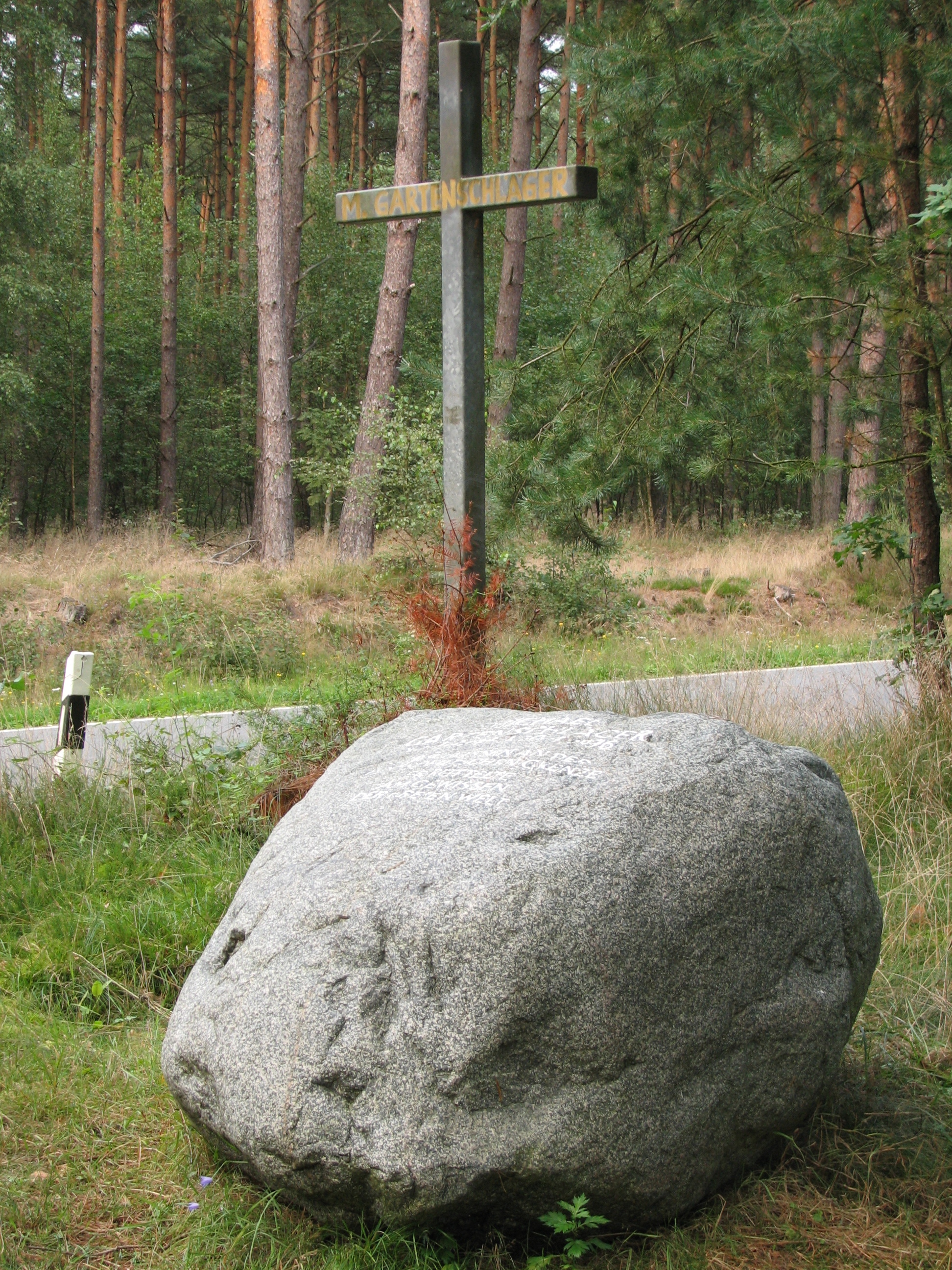
Michael-Gartenschläger-Gedenkstein mit Kreuz im Gemeindegebiet von Langenlehsten